# Bernd Kriegesmann

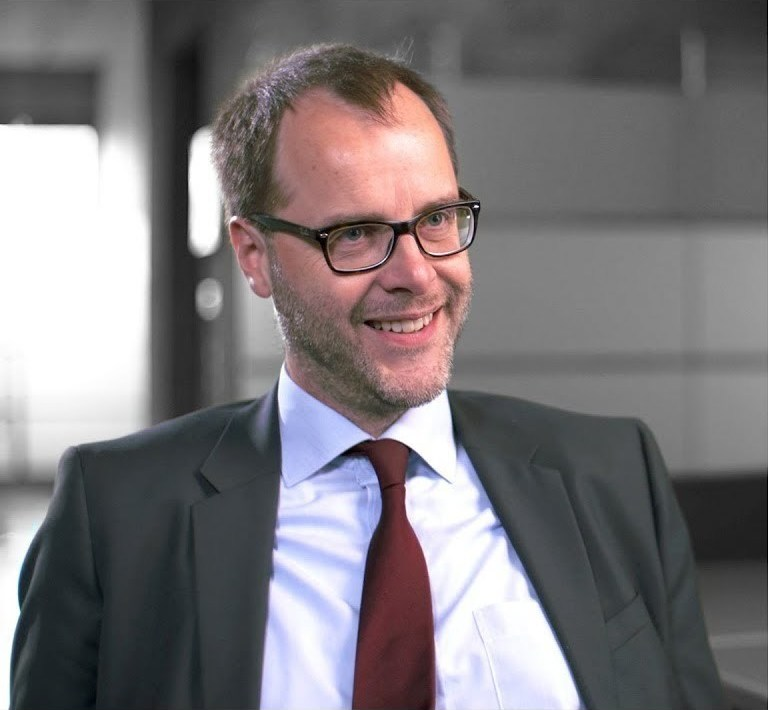
Bernd Kriegesmann (2018)

Bernd Kriegesmann (* 1963 in Bochum) ist ein deutscher Wirtschaftswissenschaftler und Präsident der Westfälischen Hochschule Gelsenkirchen Bocholt Recklinghausen.

## Leben
Kriegesmann studierte Wirtschaftswissenschaften an der Ruhr-Universität Bochum. Dort war er von 1989 bis 1991 wissenschaftlicher Mitarbeiter am Institut für angewandte Innovationsforschung (IAI). Im Anschluss war Kriegesmann von 1991 bis 1993 Fachreferent für Innovationsförderung beim Bundesministerium für Forschung und Technologie. Von 1993 bis Februar 2000 übernahm er die Geschäftsführung des IAI; seit Juli 2002 ist er dessen Vorstandsvorsitzender. Seit 2000 ist Kriegesmann Professor für Betriebswirtschaftslehre an der Westfälischen Hochschule Gelsenkirchen und seit August 2008 deren Präsident. Im Sommer 2021 wurde er erstmals zum Vorsitzenden der Landesrektor_innenkonferenz der Hochschulen für Angewandte Wissenschaften e.V. in Nordrhein-Westfalen gewählt, im Juli 2023 wurde er für weitere zwei Jahre in diesem Amt bestätigt.

## Schriften (Auswahl)
- Ein empirisch fundierter Beitrag zur Gestaltung und Umsetzung typenspezifischer Anreizstrukturen für innovative Mitarbeiter, IAI, Bochum 1993, ISBN 978-3-928854-03-0.
- mit Markus Kottmann, Lars Masurek, Ursula Nowak: Kompetenz für eine nachhaltige Beschäftigungsfähigkeit, Bundesanstalt für Arbeitsschutz und Arbeitsmedizin, Dortmund/Berlin/Dresden 2005, ISBN 3-86509-269-1.
- mit Thomas Kley, Markus G. Schwering: Wissenstransfer in Schulen und Schulsystemen. Das Beispiel EBISS II zur erweiterten Berufsorientierung, Schneider-Verlag Hohengehren, Baltmannsweiler 2008, ISBN 978-3-8340-0345-4.
- mit Thomas Kley: Mitbestimmung als Innovationstreiber. Bestandsaufnahme, Konzepte und Handlungsperspektiven für Betriebsräte (= Forschung aus der Hans-Böckler-Stiftung, Bd. 141), Edition Sigma, Berlin 2012, ISBN 978-3-8360-8741-4.
- Institutionelle Voraussetzungen für das Stipendiengeschehen im Ruhrgebiet, IAI, Bochum 2018, ISBN 978-3-928854-40-5.